# Russula acrifolia
Russula acrifolia es una especie de  hongo basidiomiceto de la familia Russulaceae.

## Características
La forma del sombrero (Píleo) es convexo aplanado y cuando madura hundido en el centro, puede medir hasta 15 cm de diámetro, su color es amarronado, el estipe es cilíndrico, de color blanquecino y puede medir una altura de 8 cm y su ancho puede alcanzar los 4 cm.
Crece en los desechos de hojas y ramas muertas de los bosques de madera dura.

## Distribución geográfica
Russula acrifolia es una especie holártico que necesita un clima templado. La especie se distribuye en Europa.

## Comestibilidad
- No es comestible.